# 香港島專線小巴25線

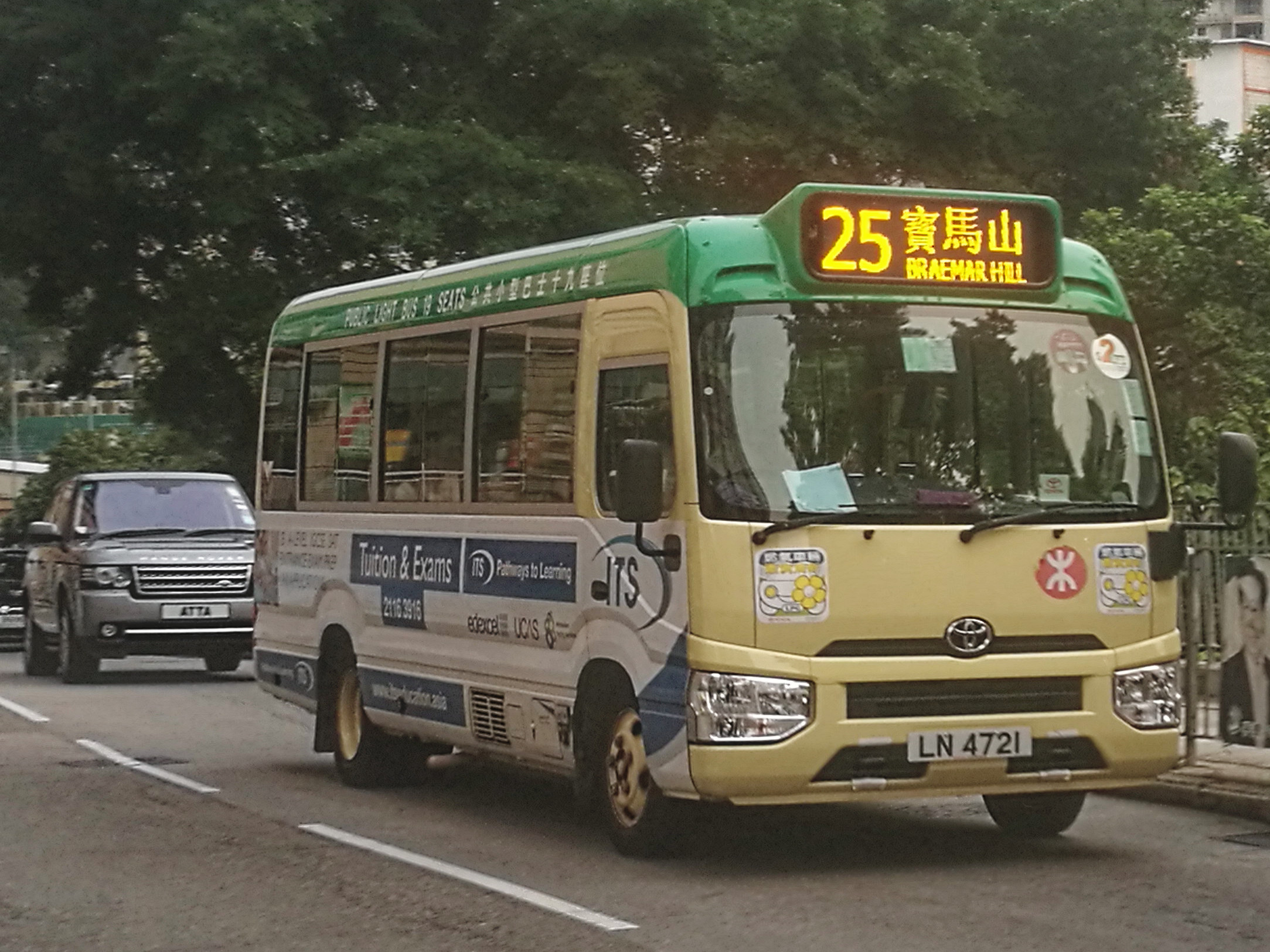
一輛駛經勵德邨道的香港島專線小巴25線

香港島專線小巴25線是一條來往於寶馬山到銅鑼灣（百德新街）的專線小巴路線，為勵德邨及寶馬山的居民與寶馬山一帶的師生提供特快往返銅鑼灣的服務。

## 歷史
- 1980年1月18日：運輸署公開招標6組共10條專綫小巴新路線，本線與24編為同一組[3]。
- 1980年5月18日：本線投入服務，當時往來上寶馬山至金鐘地鐵站，途經灣仔道，收費$1.5[4]。
- 1985年5月31日：配合地鐵港島綫通車，本線削減班次以開辦新線25M[5]。
- 1999年4月19日：因原有路線太長導致虧損，本線縮短至銅鑼灣地鐵站，全程車費由$5.5下調至$4.5[6]。
- 2006年4月1日：本線增設與地鐵的轉乘優惠[7]。
- 2012年5月13日：調整收費，全程車費由$4.5加至$4.8，分段收費由$3.0加至$3.3[8]營辦商原申請之新收費為$5.0，運輸署審批時將加幅調低。[9]。

## 行車路線

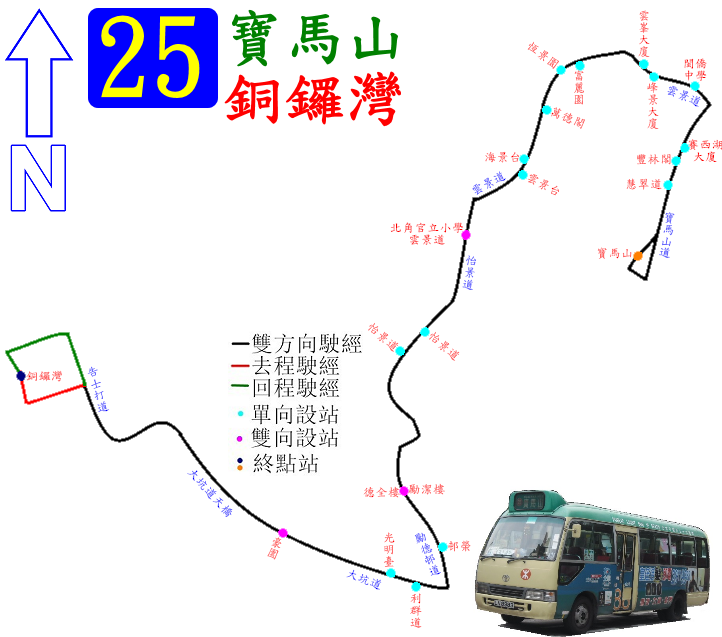
此線的走線圖

| 寶馬山方向 | 寶馬山方向          | 寶馬山方向       | 銅鑼灣（百德新街）方向 | 銅鑼灣（百德新街）方向 | 銅鑼灣（百德新街）方向 |
| 序號       | 車站名稱            | 街道             | 序號                   | 車站名稱               | 街道                   |
| ---------- | ------------------- | ---------------- | ---------------------- | ---------------------- | ---------------------- |
| 1          | 百德新街小巴總站    | 百德新街小巴總站 | 1                      | 寶馬山小巴總站         | 寶馬山小巴總站         |
| 2          | 豪園                | 大坑道           | 2                      | 慧翠道                 | 寶馬山道               |
| 3          | 光明臺              | 大坑道           | 3                      | 豐林閣                 | 寶馬山道               |
| 4          | 利群道              | 大坑道           | 4                      | 賽西湖大廈             | 寶馬山道               |
| 5          | 勵德邨德全樓        | 勵德邨道         | 5                      | 桂華山中學             | 雲景道                 |
| 6          | 馬山村              | 怡景道           | 6                      | 峰景大廈               | 雲景道                 |
| 7          | 北角官立小學-雲景道 | 怡景道           | 7                      | 富麗園                 | 雲景道                 |
| 8          | 海景台              | 雲景道           | 8                      | 萬德閣                 | 雲景道                 |
| 9          | 恆景園              | 雲景道           | 9                      | 雲景台                 | 雲景道                 |
| 10         | 雲峰大廈            | 雲景道           | 10                     | 北角官立小學-雲景道    | 怡景道                 |
| 11         | 閩僑中學            | 雲景道           | 11                     | 馬山村                 | 怡景道                 |
| 12         | 賽西湖大廈          | 寶馬山道         | 12                     | 勵德邨德全樓           | 勵德邨道               |
| 13         | 寶馬山小巴總站      | 寶馬山小巴總站   | 13                     | 勵德邨邨榮樓           | 勵德邨道               |
|            |                     |                  | 14                     | 利群道                 | 大坑道                 |
| 15         | 光明臺              |                  |                        |                        | 大坑道                 |
| 16         | 豪園                |                  |                        |                        | 大坑道                 |
| 17         | 百德新街小巴總站    | 百德新街         |                        |                        |                        |

- 此線的走線圖

## 服務時間
每日
- 寶馬山開出：06:20-23:40，5-8分鐘一班
- 銅鑼灣站開出：06:30-23:50，5-8分鐘一班

## 外部連結
1. ↑  .   [2012-05-22]. （原始内容存档于2016-03-05）. （页面存档备份，存于）
2. ↑  .   [2009-07-12]. （原始内容存档于2020-09-30）. （页面存档备份，存于）
3. ↑  憲示第214號，香港政府憲報第122卷第03期，1980年1月18日。
4. ↑  《專綫小巴 港九增加三綫》，工商日報，1980-05-17
5. ↑  《多條專綫小巴 更改行車路綫》，華僑日報，1985-05-28
6. ↑  港島25小巴縮短路線+曾經風光的25系小巴 （页面存档备份，存于），1999-04-27，載於香港巴士討論區舊文庫＜新版＞
7. ↑  .   [2012年5月22日]. （原始内容存档于2015年6月8日）. （页面存档备份，存于）
8. ↑  運輸署交通通告：《調整香港公共小型巴士(專線)服務的收費 路線第24A號(金鐘港鐵站(德立街) – 肇輝臺(循環線)) 路線第24M號(畢拉山 – 金鐘港鐵站(德立街)) 路線第25號(上寶馬山 – 銅鑼灣(循環線))》 （页面存档备份，存于），2012-05-09
9. ↑  中西區區議會交通及運輸委員會會議討論文件第15/2012號：《港島專線小巴調整車費事宜》 （页面存档备份，存于），2012年3月